# Salsola vermiculata

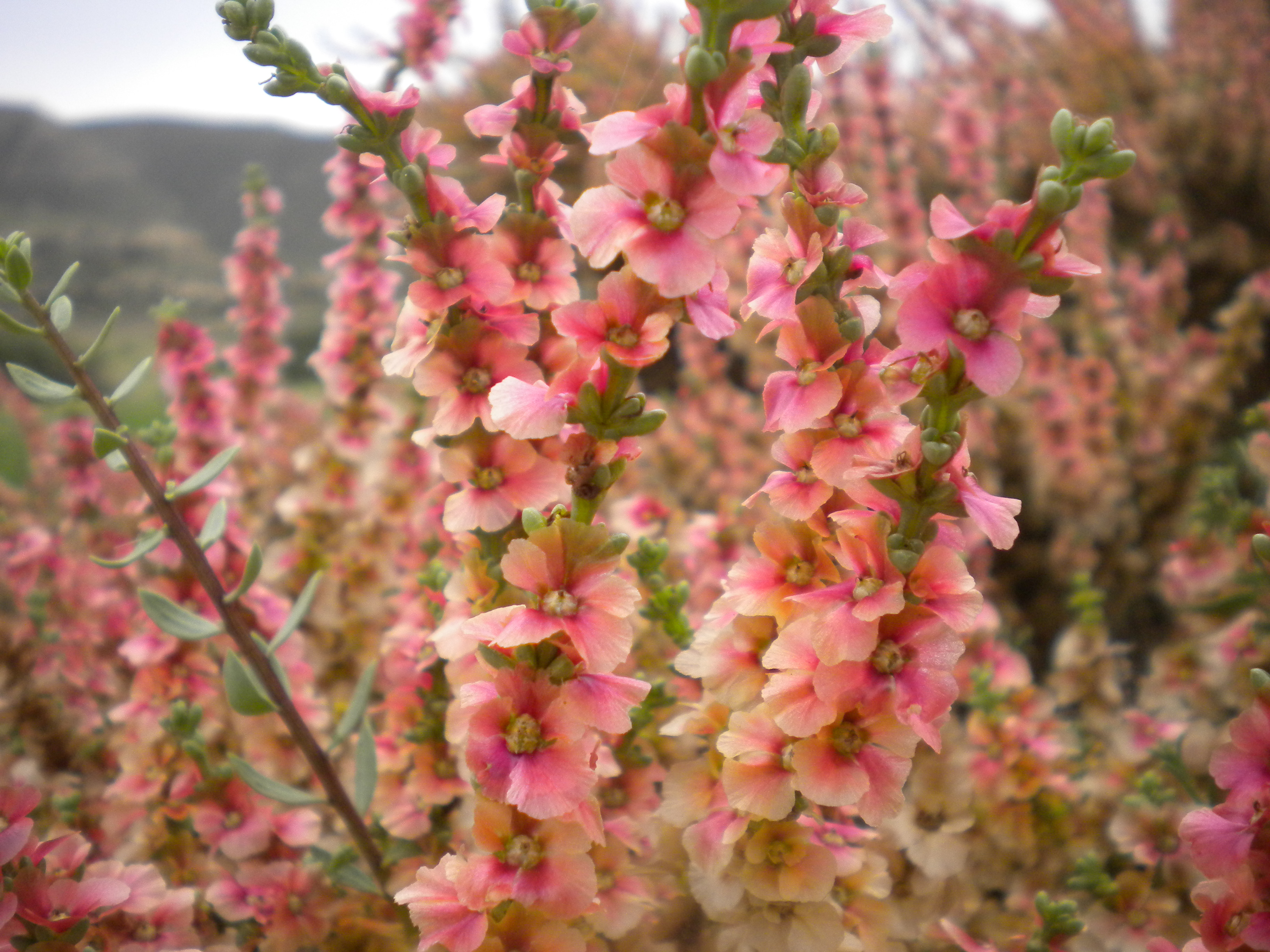
Detalle de los frutos con sus características alas de color rosado (aunque se le asemejan, no son las flores).

La Salsola vermiculata o sisallo es una especie  de la familia Amaranthaceae.

## Descripción
Es un arbusto perennifolio, hermafrodita, de hasta 1,5 m de altura, muy ramoso, de porte muy irregular, a veces intrincado. Tronco y ramas principales con corteza grisácea muy agrietada. Ramillas blanquecinas más o menos villosas, con pelos erectos crispados. Hojas 5-25 mm de largas, alternas, muy variables, subcilíndricas, subtrigonales, a veces escuamiformes, triangulares o alargadas, acabadas en punta más o menos aguda, carnosas, más o menos villosas con pelos erguidos. Las hojas a menudo forman braquiblastos llegando a estar a veces imbricadas. Brácteas foliares más o menos oval-trianguladas, parecidas en forma a las hojas, pero siempre un poco más pequeñas. Flores todas hermafroditas, solitarias, en la axila de cada hoja, formando espigas cortas, más o menos densas y dispuestas en panícula. Periantio con 5 piezas y 5 estambres. El fruto es un aquenio rodeado de las 5 piezas periánticas, cada una con una ala dorsal de color rosado claro a púrpura fuerte. Florece en verano-otoño en la región mediterránea y en el Sahara después de las lluvias. Especie muy polimorfa.

## Hábitat
Los sisallares son matorrales propios de zonas degradadas del coscojar del piso bioclimático mesomediterráneo
de clima semiárido y de ombroclima seco inferior 
Esta especie crece casi siempre junto con Artemisia herba-alba y son características de las comunidades fruticosas, camefíticas, nitrohalófilas, desarrolladas sobre suelos profundos y ricos en substancias nitrogenadas y en sales, de tendencia estépica
 
Pero el óptimo ecológico de Salsola vermiculata es una evolución de lugares muy ruderalizados -por pastoreo o reciente abandono de campos de labor- a otros donde disminuye la frecuencia de Peganum harmala y la concentración de materia orgánica es  menor, encontrándonos con la Asociación fitosociológica Salsolo vermiculatae-Artemisietum herba-albae. Una evolución posterior de este hábitat -con todavía menor aporte de nitrógeno y más tiempo transcurrido libre de la influencia antropozoógena- se identifica con los prados de Piptatherum miliaceum.

## Distribución
Región mediterránea. En el norte de África está muy repartida desde el Mediterráneo al Sahel y desde el Atlántico hasta el Mar Rojo.

## Nombre común
- Castellano: almajo de jaboneros, barbillas, barrilla, barrilla borda, barrilla borde, barrilla bravía, barrilla carambillo, barrilla florida, barrilla pinchuda, carambillo, caramill, caramillo, espinardo, hierba de cristal, jabonera marítima, malecón, mata pinchosa, mata pinchuda, patagusano, pincho, pitacho, salado, salado común, salailla, salitrón, sisallo, sosa, sosa blanca, sosa tarrico, tarrico, tarrisco, trago, vozaga, yerba del cristal, yerba del jabón, yerba jabonera, zurrapapos.[4]

## Sinonimia
| - Anabasis tamariscifolia L. - Salsola brevifolia Desf. - Salsola flavescens Cav. - Salsola hispanica Botsch. - Salsola microphylla Cav. | - Salsola vermiculata var. glabrescens Moq. - Salsola vermiculata var. microphylla (Cav.) Moq. in DC. - Salsola vermiculata var. pubescens Moq. - Salsola vermiculata var. villosa (Schult.) Moq. - Salsola villosa Schult. in Roem. & Schult. |